# Sibon sanniolus
Espèce
Synonymes
- Mesopeltis sanniolus Cope, 1866
- Sibon neilli Henderson, Hoevers & Wilson, 1977
- Sibon sanniola (Cope, 1866)

Statut de conservation UICN

 LC  : Préoccupation mineure
Sibon sanniolus  est une espèce de serpents de la famille des Dipsadidae.

## Répartition
Cette espèce se rencontre :
- au Guatemala ;
- au Belize ;
- au Mexique dans les États du Yucatán, du Campeche et du Quintana Roo.

## Liste des sous-espèces
Selon The Reptile Database (30 janvier 2014) :
- Sibon sanniolus neilli Henderson, Hoevers & Wilson, 1977
- Sibon sanniolus sanniolus (Cope, 1866)

## Publications originales
- Cope, 1867 "1866" : Fifth Contribution to the Herpetology of Tropical America. Proceedings of the Academy of Natural Sciences of Philadelphia, vol. 18, p. 317-323 (texte intégral).
- Henderson, Hoevers & Wilson, 1977 : A new species of Sibon (Reptilia, Serpentes, Colubridae) from Belize, Central America. Journal of Herpetology, vol. 11, no 1, p. 77-79.